# Glenea centralis
Glenea centralis là một loài bọ cánh cứng trong họ Cerambycidae.